# Синявець Альцет
Синявець Альцет (Cupido alcetas) — вид денних метеликів родини Синявцеві (Lycaenidae).

## Етимологія
Вид названий на честь персонажа давньогрецької міфології принцеси Алкести, дочки Пелія, володаря Іолка.

## Поширення
Синявець Альцет поширений в Європі, Туреччині та Північній Азії (частина Росії та північ Казахстану).

## Опис
Переднє крило завдовжки до 16 мм. У самців верхня площина крила блакитна з фіолетовим відтінком, а у самиць вона сірувато-коричнева.

## Спосіб життя
Трапляються на луках і лісових галявинах. На стадії гусениць як корм використовують квіти і листя конюшини, козлятника лікарського, вязеля, інших бобових. У рік буває одне-два покоління, в залежності від умов навколишнього середовища. Кладки яєць можна побачити на стеблах рослин, які використовуються для живлення.